# Церковь Иоанна Богослова (Новочеркасск)
Церковь Иоанна Богослова —  недействующий домовой православный храм в Донской духовной семинарии в городе Новочеркасске Области Войска донского.

## История

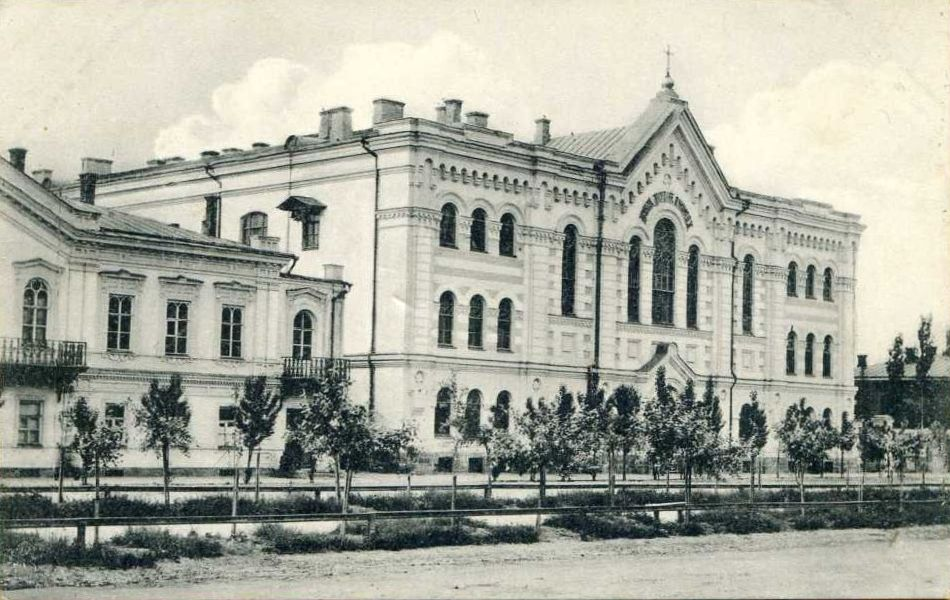
Здание Донской духовной семинарии

1 октября 1868 года в Новочеркасске в арендованном частном доме открылась Донская духовная семинария. В 1883 году семинария получила на Платовском проспекте двухэтажное кирпичное здание и вспомогательные помещения, построенные по проекту архитектора А. А. Ященко.
В этом же году 9 октября году была освящена и семинарская (домовая) церковь во имя Иоанна Богослова (названа в честь апостола Иоанна Богослова, покровителя богословского образования), которая занимала второй и третий этажи в центральной части здания духовной семинарии.
В 1918 году занятия в семинарии прекратились. Во время Гражданской войны красногвардейцы устроили в семинарском храме казарму. В 1920 году семинария вынужденно преобразована в пастырские курсы, а в 1921 году окончательно закрыта.